# ISO 19600
Die ISO 19600 ist eine mittlerweile zurückgezogene und durch die ISO 37301 ersetzte Internationale Norm für den Einsatz von Compliance Management Systemen. Derartige Systeme helfen, die Risiken regelwidrigen Verhaltens zu erkennen, zu verstehen und richtig darauf zu reagieren. Die Norm konnte sowohl in Unternehmen als auch in anderen Organisationen angewendet werden.

## Geschichte
Der Standard wurde am 5. Dezember 2014 als international gültige ISO-Norm veröffentlicht. Zuvor war das Dokument am 11. Juli 2014 in Wien als Internationale Norm (ISO) verabschiedet worden. Die ISO 19600 baut auf einer Richtlinie aus Australien und der in Österreich (ÖNORM) entwickelten ONR 192050 auf. Im zuständigen Projektkomitee 271 der International Organization for Standardization (ISO) sind Compliance-Spezialisten aus Australien, China, Deutschland, Frankreich, Holland, Kanada, Malaysia, Österreich, Singapur, Spanien und der Schweiz vertreten, weitere 20 Länder, darunter Großbritannien, Japan und die USA, haben Beobachterstatus. Die Norm wurde im Jahr 2021 zurückgezogen und durch die ISO 37301 ersetzt.

## Ziel der Norm
Die Norm sollte Unternehmen und Organisationen dabei helfen, regelwidriges Verhalten von Führungskräften und Mitarbeitern zu vermeiden. Die ISO 19600 ermöglichte zudem den Nachweis, dass sich alle Beteiligten regelkonform verhalten haben und die Verantwortlichen ihren Verpflichtungen in ausreichendem Maß nachgekommen sind. Weitere Ziele waren die Bewertung der Effektivität der Compliance-Maßnahmen und der Kommunikation dazu sowie die laufende Prozessverbesserung.
Als ISO-Norm war der Standard international konsistent und sollte grenzübergreifend tätigen Organisationen und Unternehmen ein zuverlässiges und anwendbares System für regelkonformes Verhalten bieten.

## Ansatz
Zentrales Element des Compliance-Managements nach ISO 19600 war die Risikobewertung. Die Risiken wurden nach der Wahrscheinlichkeit ihres Eintretens gewichtet und priorisiert. Gegen die größten der identifizierten Compliance-Risiken waren entsprechende Maßnahmen zu ergreifen. Dabei widmete sich der ISO-Standard auch den Rollen und Verantwortlichkeiten der handelnden Personen.

## Zertifizierung
Zum Nachweis der Einhaltung der ISO 19600 bestand die Möglichkeit, Compliance Management Systeme zertifizieren zu lassen. Darüber hinaus konnten auch die mit dem Thema betrauten Funktionsträger (Compliance Officer) ihre Qualifikation durch eine Personenzertifizierung bestätigen lassen. Die Audits wurden dabei meist von Experten aus der Praxis, etwa Wirtschaftsjuristen, durchgeführt.

## Geschichte
| Jahr | Beschreibung              |
| ---- | ------------------------- |
| 2014 | ISO 19600 (1. Ausgabe)    |
| 2021 | ISO 19600 (zurückgezogen) |